# Verden an der Aller
Verden an der Aller, cũng gọi là Verden (Aller) hay đơn giản là Verden (phát âm tiếng Đức: [ˈfeːɐdn]), là một thị xã ở trong bang Niedersachsen, Đức, bên sông Aller. Đây là trung tâm hành chính của huyện Verden. Verden nổi tiếng với cáo buộc thảm sát người Saxon năm 782, tiến hành theo lệnh của Charlemagne (xem thảm sát Verden), nổi tiếng với tòa giáo đường cũng như nghề nuôi ngựa.
Thị xã này thuộc huyện huyện Verden. Sông Aller chảy qua thị xã, là một trong những con sông dài nhất ở Đức (dài 263 km).
Verden upon Aller đã từng thuộc Tổng giáo phận Verden, thành lập năm 1180. 

## Các đô thị kết nghĩa
- Górowo Ilaweckie, Ba Lan
- Havelberg, Đức
- Raion Bagrationovsk, Nga
- Saumur, Pays de la Loire, Pháp
- Warwick, Vương quốc Anh
- Zielona Góra ở Ba Lan (từ năm 1993) [1]